# Boregowdana Koppalu, Channarayapatna
Boregowdana Koppalu là một làng thuộc tehsil Channarayapatna, huyện Hassan, bang Karnataka, Ấn Độ.